# Vlugge Jongeren Baardegem
Vlugge Jongeren Baardegem, afgekort VJ Baardegem is een Belgische voetbalclub uit Baardegem. De club is aangesloten bij de KBVB met stamnummer 8534 en heeft blauw en wit als kleuren.

## Geschiedenis
De club sloot zich halverwege de jaren 70 aan bij de Belgische Voetbalbond. Baardegem ging van start in de provinciale reeksen, waar het bleef spelen.